# Подерный треугольник

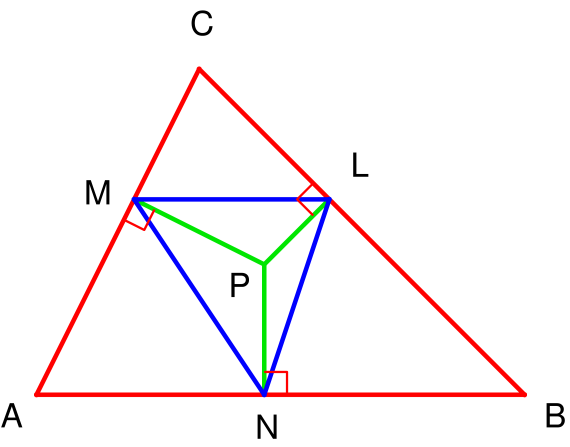
Синий треугольник — подерный треугольник точки относительно красного треугольника

Поде́рный треугольник (также треугольник проекций) точки {\displaystyle P} относительно {\displaystyle \triangle ABC} — это треугольник, вершинами которого являются основания перпендикуляров, опущенных из точки {\displaystyle P} на стороны треугольника {\displaystyle ABC} (или их продолжения).

## Связанные определения
- Описанную окружность подерного треугольника называют подерной окружностью.
- Треугольник с вершинами во вторых точках пересечения трех прямых, проведённых через вершины подерного треугольника и данную точку {\displaystyle P}, с описанной окружностью, называют окружностно-чевианным треугольником.

## Свойства
- Окружностно-чевианный треугольник точки подобен её подерному треугольнику.[2].
- Вершины подерного треугольника разделяют три стороны исходного треугольника на шесть отрезков так, что сумма квадратов трех из них, не имеющих общих концов, равна сумме квадратов трех других, также не имеющих общих концов[3].
  - Верно и обратное: Если на трех сторонах исходного треугольника выбраны три точки так, что они разделяют стороны на шесть отрезков, при этом сумма квадратов трех из них, не имеющих общих концов, равна сумме квадратов трех других, также не имеющих общих концов, тогда эти три точки являются вершинами некоторого подерного треугольника[4]. В частности:
    - Три высоты треугольника пересекаются в одной точке (в ортоцентре)
    - Три срединных перпендикуляра (медиатрисы) к сторонам треугольника пересекаются в одной точке (в центре описанной окружности)
    - Три перпендикуляра к сторонам треугольника, проведенные в точках их касания с тремя вневписанными окружностями, пересекаются в одной точке.

## Частные случаи  подерных треугольников

### Вырожденный  подерный треугольник

Прямая Симсона треугольника ABC

- Подерный треугольник точки {\displaystyle P} вырождается в прямую (на  рисунке она синего цвета) тогда и только тогда, когда {\displaystyle P} находится на описанной окружности треугольника {\displaystyle ABC}. В этом случае прямая, содержащая подерный треугольник, называется прямой Симсона.

### Равносторонний  подерный треугольник
- Подерный треугольник точки Аполлония является равносторонним треугольником.

### Ортоцентрический треугольник как  подерный треугольник
- Подерный треугольник ортоцентра является ортоцентрическим треугольником.

### Серединный треугольник как  подерный треугольник
Серединный треугольник (дополнительный треугольник) является подерным треугольником центра описанной окружности исходного треугольника.

## Подерные окружности двухизогонально сопряженных точектреугольника
- Две точки треугольника изогонально сопряжены тогда и только тогда, когда произведения трех их расстояний до трех сторон треугольника равны[5].
- Подерные окружности двух изогонально сопряженных точек совпадают[5].
  - В частности, подерной окружностью ортоцентра и центра описанной окружности (как двух изогонально сопряженных точек треугольника) является окружность Эйлера.